# Solberga, Leksands kommun
Solberga är en by i Åls socken, Leksands kommun. Byn ligger omkring 12 kilometer öster om Insjön, längs en skogsbilväg mot Sågmyra. Norr om byn ligger Solbergatjärnen.
Byn är förhållandevis ny. Äldsta belägg är från årliga räntan 1627. Grannbyn Mårtanberg hade dock tre mantal redan 1539, och ett 'myrtnaberge' i Ål omtalas redan 1386, så trakten har varit bebodd länge.
Området inrymmer många gruvhål efter äldre gruvor, både koppar- och järnmalmsgruvor. Vid Insjögruvorna rakt i söder förekom den äldsta dokumenterade brytningen 1595, men den är troligen äldre. Bryting har sedan skett på 1620-30-talet, åter på 1720-talet, 1758-1783, 1804-1810 och 1842-1853. Över 184 ton koppar skall ha tillverkats av malmen här. Ett rödfärgsverk uppfördes under 1700-talets slut, vilket var igång fram till 1800-talets mitt.
Solberga hade 1636 fått två hushåll och 1665 fanns tre hushåll i byn. I fäbodsinventeringen 1663-64 sägs tre bönder i Ål-Holen ha sina fäbodar här. En av bönderna i Solberga sägs i sin tur ha en fäbod i Kalkberget. Två skvaltkvarnar fanns i byn. Holstenssons karta från 1668 upptar två större och två mindre gårdstecken, vilket troligen skall tolkas som två fastboende och två hemfäbodar. Solbergas befolkning växte efterhand. 1705 fanns här sju hushåll, 1762 upptas 15 hushåll och 1820 23 hushåll. Vid denna tid och fram till 1860-talet har Solberga sin största befolkning med omkring 90 personer. Därefter sker en avtrappning i samband med gruvornas nedläggning. Då Karl-Erik Forsslund besökte byn 1918 fanns här 17 gårdar, indelade i Östra och Västra Solberga.